# Toine Manders
Antonius Jozef Maria Manders, dit Toine Manders, né le 14 mars 1956 à Stiphout, est un homme politique néerlandais.

## Biographie
Toine Manders est élu au conseil municipal d'Asten de 1994 à 1999 et aux États provinciaux du Brabant-Septentrional de 1995 à 1999, date à laquelle il entre au Parlement européen pour le Parti populaire pour la liberté et la démocratie.
Membre du Parti populaire pour la liberté et la démocratie (VVD) jusqu'en 2013, date à laquelle il rejoint 50 Plus (50+), Toine Manders devient membre de l'Appel chrétien-démocrate (CDA) en 2020. Il est élu député européen en 1999 et réélu en 2004 et 2009. Il quitte le Parlement européen en 2014 mais est de nouveau élu en 2019 à la tête de la liste de 50 Plus. Il devient dès lors le premier député européen à siéger pour le parti, avant de rejoindre l'Appel chrétien-démocrate en cours de législature. Il ne se représente pas en 2024.